# Jan Boninstraat
De Jan Boninstraat is een straat in het Ezelstraatkwartier in Brugge.

## Beschrijving
Oorspronkelijk was het de Speelmansstrate. Er woonde een Cornelis Speelman in de straat, zodat het niet onmogelijk is dat de straat naar de familie Speelman werd genoemd.
Voor het eerst werd 's Heer Boninstrate vermeld in 1364. De Bonins waren in de 13de-15de eeuw een wijdvertakte handelaars- en makelaarsfamilie, en heel wat leden ervan bezaten eigendommen in de stad. Het is dan ook waarschijnlijk dat een Bonin daar woonde. De voornaam Jan wordt nergens in oude documenten vermeld en is er door het volksgebruik wellicht aan toegevoegd.
De ingang tot de grote tuin van het klooster van de discalsen (Ezelstraat) bevindt zich in de Jan Boninstraat. Oorspronkelijk was dit de stadswoning van de heren van Halewijn, heren van Uitkerke, wat meebracht dat de woning het Hof van Uitkerke werd genoemd. In 1633 werd de eigendom aangekocht door de ongeschoeide karmelieten. Het klooster van de karmelietessen (Schuttersstraat), vroeger de Latijnse School, staat ook gedeeltelijk aan de Jan Boninstraat.
Op het nummer 3 bevindt zich een in 1993 gebouwde congregatiezaal met kapel, bestemd voor de jongens van de parochie.

## Vermelding in documenten
- oorspronkelijk Speelmansstraat, naar de bewoner Cornelis Speelman;
- 1302: ser gerwinstrate (foutief voor ser Bonin);
- 1364: sheer Boninstraete;
- bachten schermers up den houc van 's heer Boninstrate;
- Ser Bonynstrate;
- 's Heer Bonestrate.

De Jan Boninstraat loopt van de Ezelstraat naar de Schuttersstraat, parallel met de Hugo Losschaertstraat.

## Literatuur

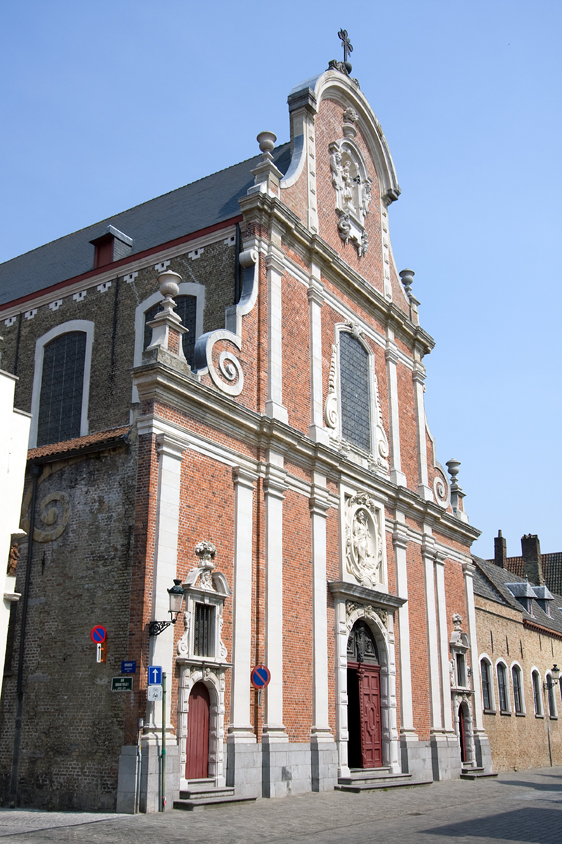
De Kerk van de ongeschoeide Karmelieten ligt op de hoek van de Jan Boninstraat en de Ezelstraat